# Castle (TV-serija)
Castle je ameriška dramsko-komična kriminalistična serija, ki se je na programu ABC začela predvajati 9. marca 2009, v Slovenijo pa jo je marca 2011 pripeljal POP TV.
Prva sezona se je začela v torek, 22. marca 2011 in se končala v torek, 31. maja 2011. Termin predvajanja prve sezone je bil torek, 21.05.
Druga sezona se je začela v torek, 7. junija 2011 in se je končala v torek, 27. septembra 2011. Termin predvajanja druge sezone je bil torek, 21.05.
Tretja sezona je na spored prišla v torek, 15. maja 2012, ob 21.05. Termin predvajanja tretje sezone je bil torek, 20.50, oziroma z oktobrom 2012 četrtek, 20.50. Tretja sezona se je končala 25. oktobra 2012.

## Opis
Richard Castle je priljubljeni pisec detektivk in ločeni oče najstniške hčerke, ki trenutno doživlja mučno ustvarjalno krizo. Vse se spremeni, ko ga nenavaden dvojni umor pripelje na popolnoma novo poklicno pot. Ko se zgodita umora, na las podobna tistim, ki ju je Castle tako nazorno opisal v svojih romanih, ga na pomoč pokliče policistka Kate Beckett. Čeprav se sprva ne ujameta, Beckettova naredi močan vtis na Castla, ki se odloči, da bo po njej ustvaril svojo novo knjižno junakinjo. Obenem postane svetovalec na oddelku za umore.

## Igralska zasedba

### Glavni/stalni liki
- Nathan Fillion kot Richard Castle
- Stana Katic kot detektivka Kate Beckett
- Jon Huertas kot detektiv Javier Esposito
- Seamus Dever kot detektiv Kevin Ryan
- Tamala Jones kot dr. Lanie Parish
- Ruben Santiago-Hudson kot načelnik Roy Montgomery
- Molly C. Quinn kot Alexis Castle
- Susan Sullivan kot Martha Rodgers
- Penny Johnson Jerald kot načelnica Victoria Gates

### Nestalni liki
- Arye Gross kot dr. Sidney Perlmutter
- Michael Trucco kot detektiv Tom Demming
- Monet Mazur kot Gina Cowell

## Pregled sezon
| Sezona | Sezona | Epizode | Prvo predvajanje v ZDA (ABC) | Prvo predvajanje v ZDA (ABC) | Prvo predvajanje v Sloveniji (POP TV) | Prvo predvajanje v Sloveniji (POP TV) | Prvo predvajanje v Sloveniji (POP TV) |
| Sezona | Sezona | Epizode | Premiera sezone              | Finale sezone                | Premiera sezone                       | Finale sezone                         |                                       |
| ------ | ------ | ------- | ---------------------------- | ---------------------------- | ------------------------------------- | ------------------------------------- | ------------------------------------- |
|        | 1      | 10      | 9. marec 2009                | 11. maj 2009                 | 22. marec 2011                        | 31. maj 2011                          |                                       |
|        | 2      | 24      | 21. september 2009           | 17. maj 2010                 | 7. junij 2011                         | 27. september 2011                    |                                       |
|        | 3      | 24      | 20. september 2010           | 16. maj 2011                 | 15. maj 2012                          | 25. oktober 2012                      |                                       |
|        | 4      | 23      | 19. september 2011           | 7. maj 2012                  | /                                     | /                                     |                                       |
|        | 5      | 24      | 24. september 2012           | 13. maj 2013                 | /                                     | /                                     |                                       |